# Ředkev ohnice
Ředkev ohnice (Raphanus raphanistrum) (angl. Wild radish) je jednoletá bylina z čeledi brukvovité. Je také známá pod názvy ohnice obecná nebo ohnice polní. Ve starých knihách se někdy vyskytuje i její lidový název chcankovka. Pochází ze Středozemí a Přední Asie a byla postupně zavlečena do Japonska, Afriky, Austrálie, Severní i Jižní Ameriky.

## Popis
Lodyha je obvykle již od spodu větvená, v dolní části odstále chlupatá, nahoře lysá, 30 až 80 cm vysoká. Listy řapíkaté, spodní lyrovitě laločné až zpeřené, nestejně zubaté, horní často nedělené, podlouhlé. Květy má čtyřčetné, světle žluté až bílé, někdy fialově nebo tmavěji žlutě žilkované, často dlouhé až 2 cm, seřazené ve vrcholových hroznech. Kvete v květnu až červnu, ojediněle až na podzim. Kořen má tenký, vřetenatý.
Plody jsou zaškrcované, 3 až 8 cm dlouhé válcovité struky na odstálých stopkách, který se ve zralosti rozpadá na 1 až 8 soudečkovitých, jednosemenných článků s osmi podélnými rýhami. Semena jsou 2 až 3,5 mm dlouhá a 2 až 2,5 mm široká, vejčitě kulovitá, žlutá až červenohnědá.

## Reprodukce
Je to rostlina rozšiřující se jen semeny, jedna rostlina vyprodukuje až 2500 semen. Klíčení semen je nepravidelné a semena si podrží klíčivost 10 let. Vyklíčí však semena uložená v půdě jen do hloubky 4 cm, hlouběji uložená nevyklíčí, ale klíčivost si uchovávají. Semena obalená v oplodí většinou prvým rokem nevyklíčí. Je nutno, aby vlhko a nejlépe i mráz oplodí nejdříve narušil. Začínají klíčit na jaře při teplotě 8 až 10 °C. Je-li dostatečně vlhko, a dostanou se do vhodných podmínek, klíčí po celý rok. Po průchodu semen zažívacím traktem zvířat si semena podrží klíčivost ještě z asi 25 %.

## Význam
Ředkev ohnice je plevelnou rostlinou rostoucí v obilovinách i okopaninách. Zapleveluje jařiny i ozimy. Její růst je obdivuhodně rychlý, zastiňuje vzrostlé osení a odčerpává pěstovaným plodinám vodu i živiny. Její rychlý vzrůst a dlouhá doba klíčivostí semen je obtížným hospodářským problémem. Roste převážně v chudých, nevýživných půdách, zvláště písčitých nebo hlinitých. V bohatých půdách vytváří silně větvené exempláře. Část zralých semen se sklidí současně s obilím a při používání nečištěného zrní pro další výsev se rozšiřuje do dalších polí.
Jako pícnina není vhodná, neboť působí dráždivě na zažívací ústrojí zvířat. Listů lze využívat jako jarní zeleniny. Je to dobrá medonosná rostlina.